# Kevin Zegers
Kevin Joseph Zegers (Woodstock, Ontário, 19 de setembro de 1984) é um ator canadense.

## Biografia
Zegers nasceu em Woodstock, Ontário, filho de Mary-Ellen, uma professora, e Jim Zegers, um pedreiro. Ele tem duas irmãs, Krista e Katie. Todos os seus avós nasceram na Holanda. Ele estudou no Colégio Católico de Santa Maria em Woodstock.
Ele é casado, com a também atriz, Jaime Feld, com quem tem as gêmeas: Zöe Madison e Blake Everleigh, nascidas em 2015

## Carreira
Zegers começou sua carreira precocemente, aparecendo em comerciais. Seu primeiro papel foi aos sete anos de idade, em um papel pequeno na série de Michael J. Fox, Life With Mikey.
Fez muitos papéis coadjuvantes, incluindo uma participação como convidado na série televisiva The X-Files, em que interpretou uma criança com estigmas. Teve o papel principal no filme Air Bud, que contava a história de um cão jogador de basquetebol.
Entre 1997 e 2004, Zegers participou tanto como protagonista, como co-estrela em muitos filmes canadianos de baixo orçamento - e alguns filmes de terror, como Komodo. Apareceu também na série americana de curta duração Titans, que co-protagonizava com Yasmine Bleeth, em 2000, papel para o qual foi escolhido pessoalmente pelo produtor Aaron Spelling. Zegers também trabalhara com  Bleeth no filme It Came From the Sky.
Após aparecer no remake de Dawn of the Dead, ganhou um papel principal no filme independente Transamerica - indicado ao Óscar -, contracenando com Felicity Huffman. O desempenho de Zegers como um prostituto / garoto de programa bissexual, filho de uma transexual, foi elogiado por diversos críticos e ganhou o Prêmio Chopard do Festival de Cannes, que é dado a jovens atores promissores.

## Filmografia

### Filme
| Ano  | Título                                | Papel                       | Nota                            |
| ---- | ------------------------------------- | --------------------------- | ------------------------------- |
| 1993 | Life with Mikey                       | Mikey (pequeno)             |                                 |
| 1995 | In the Mouth of Madness               | Criança                     |                                 |
| 1996 | Specimen                              | Bart                        |                                 |
| 1997 | Air Bud                               | Josh Framm                  |                                 |
| 1998 | Air Bud: Golden Receiver              | Josh Framm                  |                                 |
| 1998 | Shadow Builder                        | Chris Hatcher               |                                 |
| 1998 | Nico the Unicorn                      | Billy Hastings              |                                 |
| 1999 | Komodo                                | Patrick Connally            |                                 |
| 1999 | Four Days                             | Criança                     |                                 |
| 1999 | Treasure Island                       | Jim Hawkins                 |                                 |
| 2000 | MVP: Most Valuable Primate            | Steven Westover             |                                 |
| 2000 | The Acting Class                      | Lou Carpman                 |                                 |
| 2000 | Air Bud: World Pup                    | Josh Framm                  |                                 |
| 2000 | Suite Bitter/Time Share               | Thomas Weiland              |                                 |
| 2002 | Virginia's Run                        | Darrow Raine                |                                 |
| 2002 | Air Bud: Seventh Inning Fetch         | Josh                        |                                 |
| 2002 | Fear of the Dark                      | Dale Billings               |                                 |
| 2003 | Wrong Turn                            | Evan                        |                                 |
| 2004 | Some Things That Stay                 | Rusty Murphy                |                                 |
| 2004 | The Hollow                            | Ian Cranston                |                                 |
| 2004 | Dawn of the Dead                      | Terry                       |                                 |
| 2005 | Transamerica                          | Toby                        |                                 |
| 2006 | It's a Boy Girl Thing                 | Woody Deane                 |                                 |
| 2006 | Zoom                                  | Connor Shepard / Concussion |                                 |
| 2007 | The Stone Angel                       | John                        |                                 |
| 2007 | Normal                                | Jordie                      |                                 |
| 2007 | The Jane Austen Book Club             | Trey                        |                                 |
| 2008 | Fifty Dead Men Walking                | Sean                        |                                 |
| 2008 | The Narrows                           | Mike Manadoro               |                                 |
| 2008 | Gardens of the Night                  | Frank                       |                                 |
| 2010 | The Story of Bonnie and Clyde         | Clyde Barrow                |                                 |
| 2010 | Frozen                                | Dan                         |                                 |
| 2009 | The Perfect Age of Rock 'n' Roll      | Spyder                      |                                 |
| 2011 | The Entitled                          | Paul Dynan                  |                                 |
| 2012 | The Big Bang                          | Indefinido                  | Baseado no clipe "The Big Bang" |
| 2013 | The Mortal Instruments: City of Bones | Alec Lightwood              |                                 |
| 2015 | The Mortal Instruments: City of Ashes | Alec Lightwood              |                                 |

## Televisão

### Série
| Ano         | Título                | Papel                 | Nota         |
| ----------- | --------------------- | --------------------- | ------------ |
| 1992        | Street Legal          | Jeremy Morris         | 1 episódio   |
| 1994        | Free Willy            | Einstein              | 1 episódio   |
| 1995        | The X Files           | Kevin Kryder          | 1 episódio   |
| 1995        | Road to Avonlea       | Gordon Bradley        | 1 episódio   |
| 1996        | Goosebumps            | Noah Thompson         | 1 episódio   |
| 1994 / 1996 | The Magic School Bus  |                       | 2 episódios  |
| 1996 / 1997 | Traders               | Sean Blake            | 7 episódios  |
| 1999        | So Weird              | Ryan Ollman           | 1 episódio   |
| 1999        | Twice in a Lifetime   | Flash Jericho (jovem) | 1 episódio   |
| 2000 / 2001 | Titans                | Ethan Benchley        | 11 episódios |
| 2003        | Smallville            | Seth Nelson           | 1 episódio   |
| 2004        | House, M.D.           | Brandon Merrell       | 1 episódio   |
| 2009        | Gossip Girl           | Damien Daalgard       | 5 episódios  |
| 2014        | Gracepoint            | Owen Burke            |              |
| 2018        | Fear the Walking Dead | Melvin                |              |

### Telefilme
| Ano  | Título                                       | Papel                   | Nota |
| ---- | -------------------------------------------- | ----------------------- | ---- |
| 1994 | Thicker Than Blood: The Larry McLinden Story | Larry (1954)            |      |
| 1995 | The Silence of Adultery                      | Steven Harvett          |      |
| 1996 | 'Murder on the Iditarod Trail                | Matthew Arnold          |      |
| 1997 | A Call to Remember                           | Ben Tobias              |      |
| 1997 | Rose Hill                                    | Cole Clayborne (aos 13) |      |
| 1999 | It Came from the Sky                         | Andy Bridges            |      |
| 2001 | Sex, Lies & Obsession                        | Josh Thomas             |      |
| 2003 | The Incredible Mrs. Ritchie                  | Charlie                 |      |
| 2005 | Felicity: An American Girl Adventure         | Ben Davidson            |      |

## Prêmios e Indicações
| Ano  | Premiação           | Filme                      | Indicação           | Resultado |
| ---- | ------------------- | -------------------------- | ------------------- | --------- |
| 1998 | Young Artist Awards | Bud - O Cão Amigo          | Melhor Performance  | Venceu    |
| 1998 | Young Artist Awards | Rose Hill                  | Melhor Performance  | Indicado  |
| 1998 | Young Star Awards   | Bud - O Cão Amigo          | Melhor Performance  | Indicado  |
| 1999 | Young Artist Awards | Bud 2: O Atleta de Ouro    | Melhor Performance  | Indicado  |
| 2001 | Young Artist Awards | MVP: Most Valuable Primate | Melhor Performance  | Indicado  |
| 2006 | Chopard Trophy      | Transamérica               | Revelação Masculina | Venceu    |